# Château de Santenay
Le château de Santenay ou château Philippe le Hardi est un château des IXe, XIIe et XVIe siècles associé à un domaine viticole de 90 hectares sur la route des Grands Crus du vignoble de Bourgogne à Santenay dans le département de la Côte-d'Or en région Bourgogne-Franche-Comté.

## Localisation
Le château est situé au sommet du village, à son extrémité nord.

## Historique
Au IVe siècle, le site est occupé par un château de terre et bois remplacé ultérieurement par une maison forte avec construction du donjon au XIIe siècle. Vers la fin du XIVe siècle, le château appartient au duc Philippe II de Bourgogne (1342-1404) (Philippe le Hardi, fils du roi de France jean le Bon et fondateur de l'État bourguignon). Le château passe de mains en mains avec notamment Guillaume de Sercy vers 1481, François de Ferrières vers 1483, Jacques de Ferrières vers 1526 puis Denis Brulard, premier président du Parlement de Dijon. En 1483, la maison forte est décrite comme un habitat seigneurial fortifié et entouré de fossés.
Santenay est érigé en marquisat en 1644 par la famille Legoux de la Berchère. En 1739, les deux-tiers de la terre de Santenay vont à Philibert Parigot. Elle consiste en un vieux château avec toute justice sur le finage de Santenay. Selon l'abbé Claude Courtépée, c'est peut-être au IVe siècle que le château de Santenay a été construit. Il fut fortifié au XIVe siècle du temps des Anglais et des Tard-venus[réf. souhaitée]. Le comte Déodat Albert de Drée en 1828, le viticulteur Claudius Guépet en 1920 en sont ensuite propriétaires.

## Description
Couvert en  tuile vernissée de Bourgogne, l'ensemble est entouré d'un fossé sec circulaire taillé dans la roche franchi au nord par un pont dormant. L'entrée du château bâti selon un plan en U s'effectue au nord. Sa façade principale, couverte de tuiles vernissées, domine le village et les bâtiments modernes au sud et à l’est sont à un étage carré.
Le bâtiment ouest réside en une grosse tour carrée à trois étages carrés, garnie à l’angle sud-ouest d'une tourelle et accoté au nord à un bâtiment d’un étage et demi daté de 1770. À l'ouest, un pigeonnier circulaire a été bâti sur le mur de clôture du parc[réf. souhaitée].
Deux platanes d’orient (platanus prientalis) du parc sont classés arbres remarquables de France depuis mars 2014.

## Le domaine viticole
Le domaine viticole du château Philippe-le-Hardi exploite les deux cépages bourguignons traditionnels : le chardonnay et le pinot noir sur une superficie de 90 hectares du vignoble de Bourgogne avec plusieurs appellations : Mercurey rouge et blanc, Mercurey 1er cru « Les Puillets », Saint-Aubin, Bourgogne Hautes-Côtes-de-Beaune blanc, Aloxe-Corton, Santenay 1er cru, Beaune 1er cru, Pommard, Clos-vougeot Grand cru, etc.

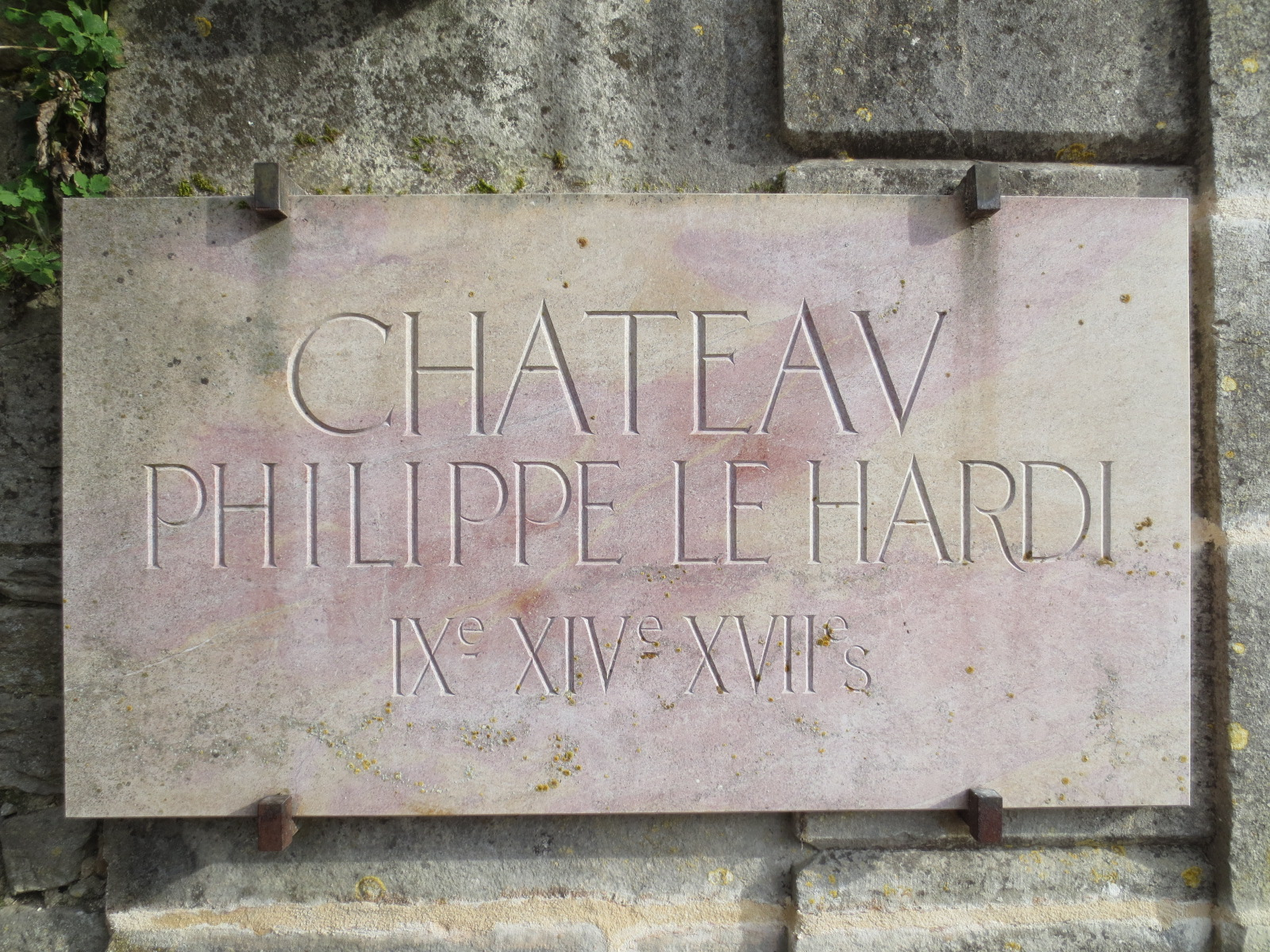
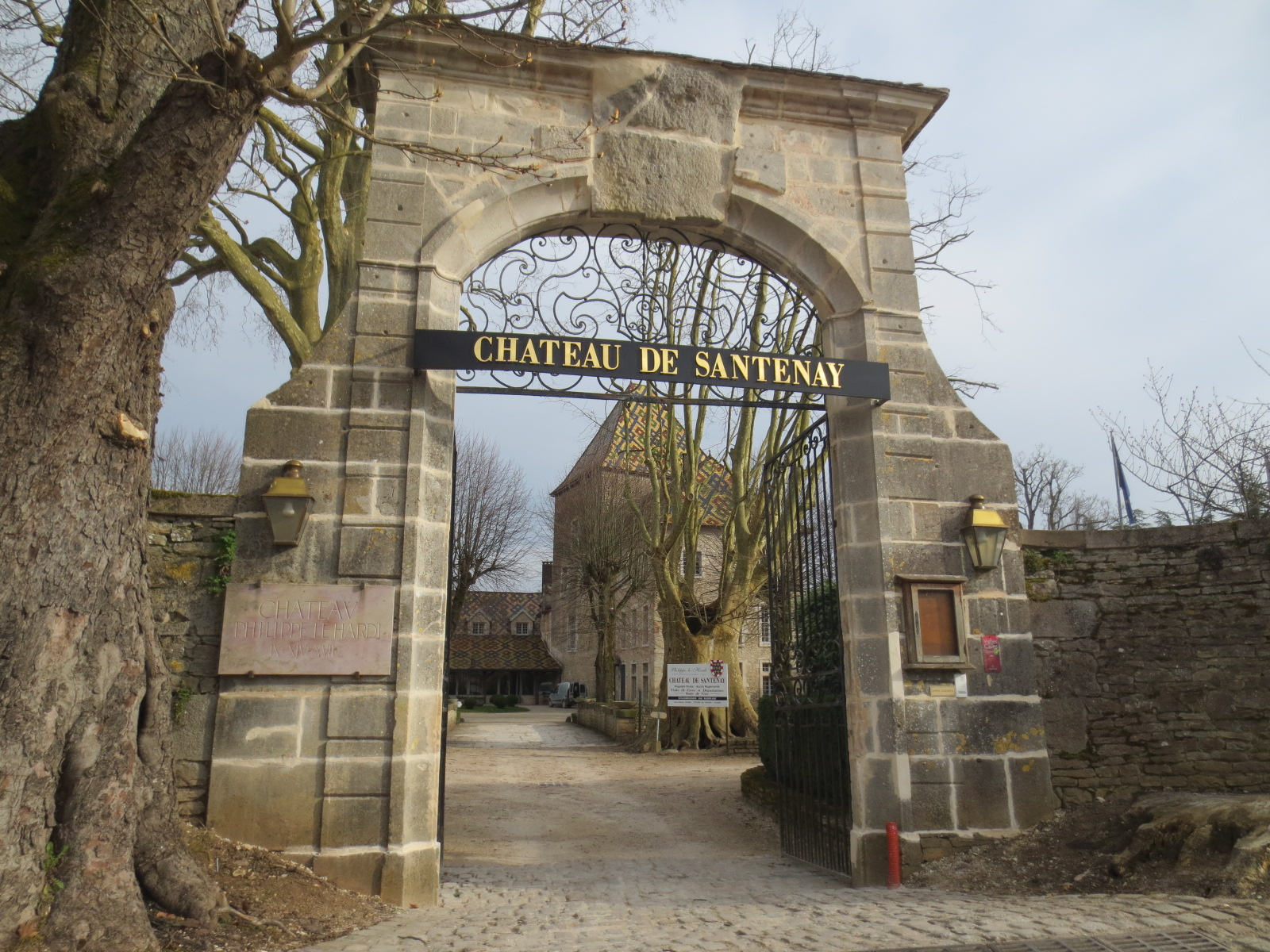
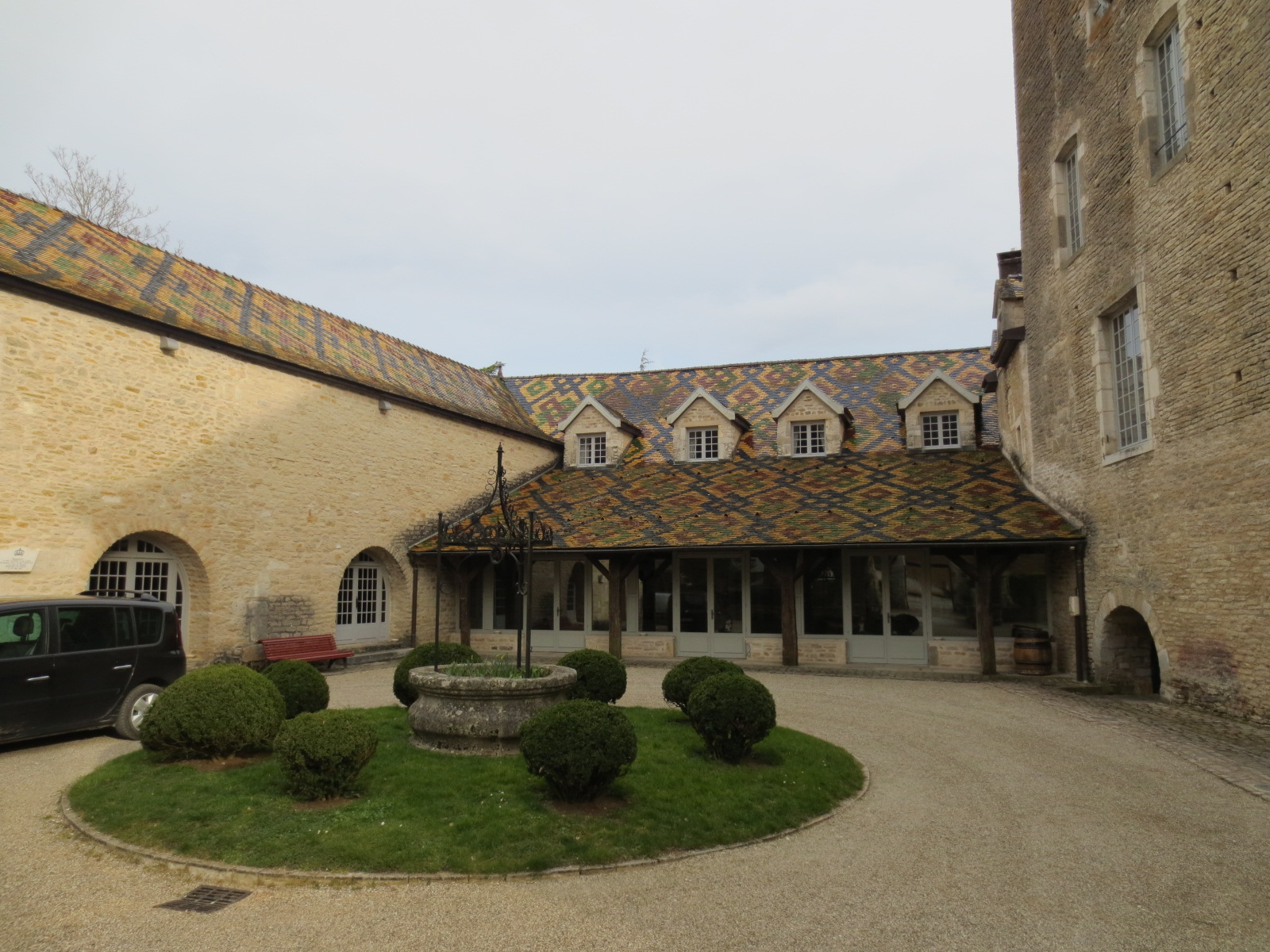
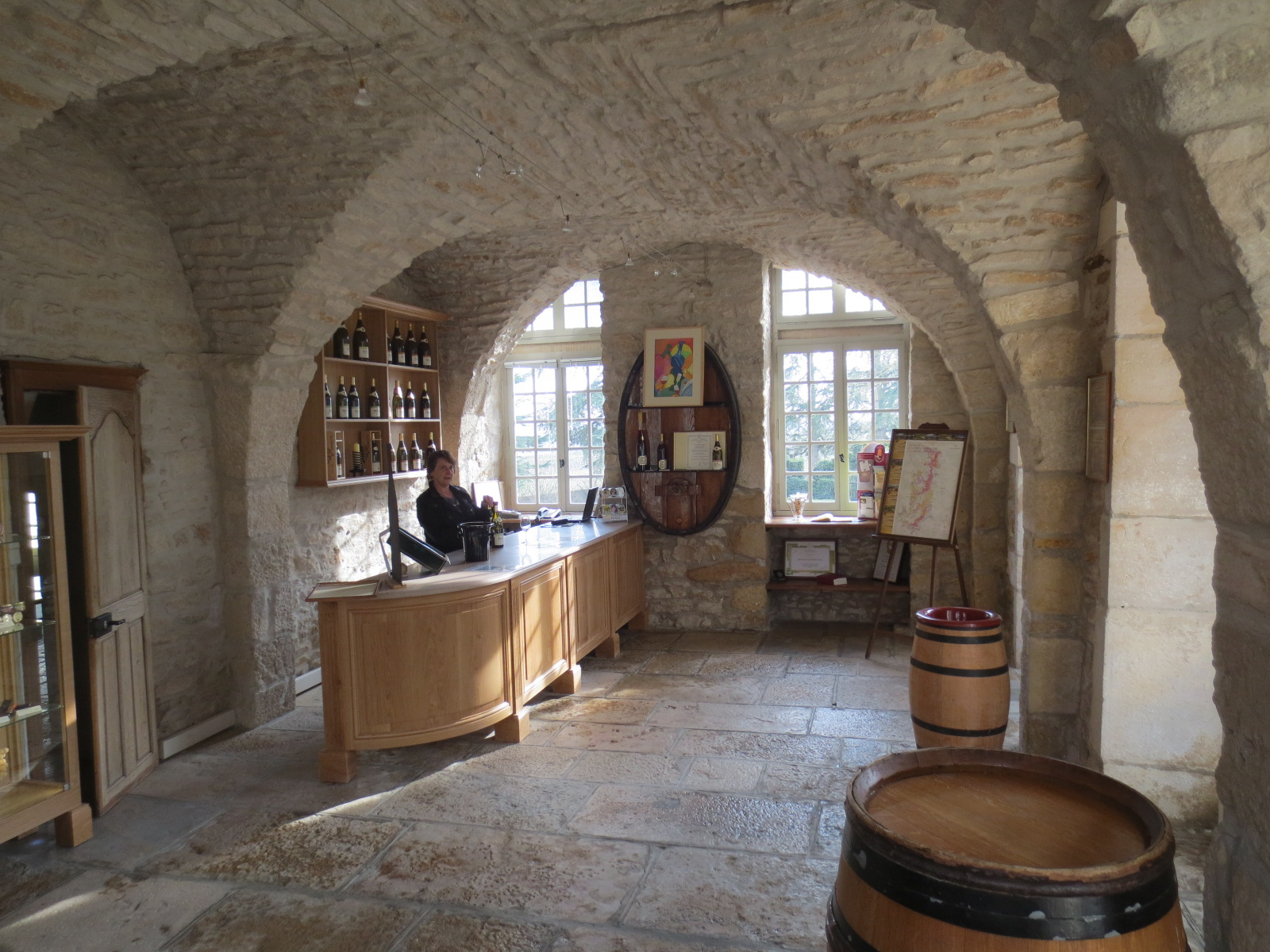
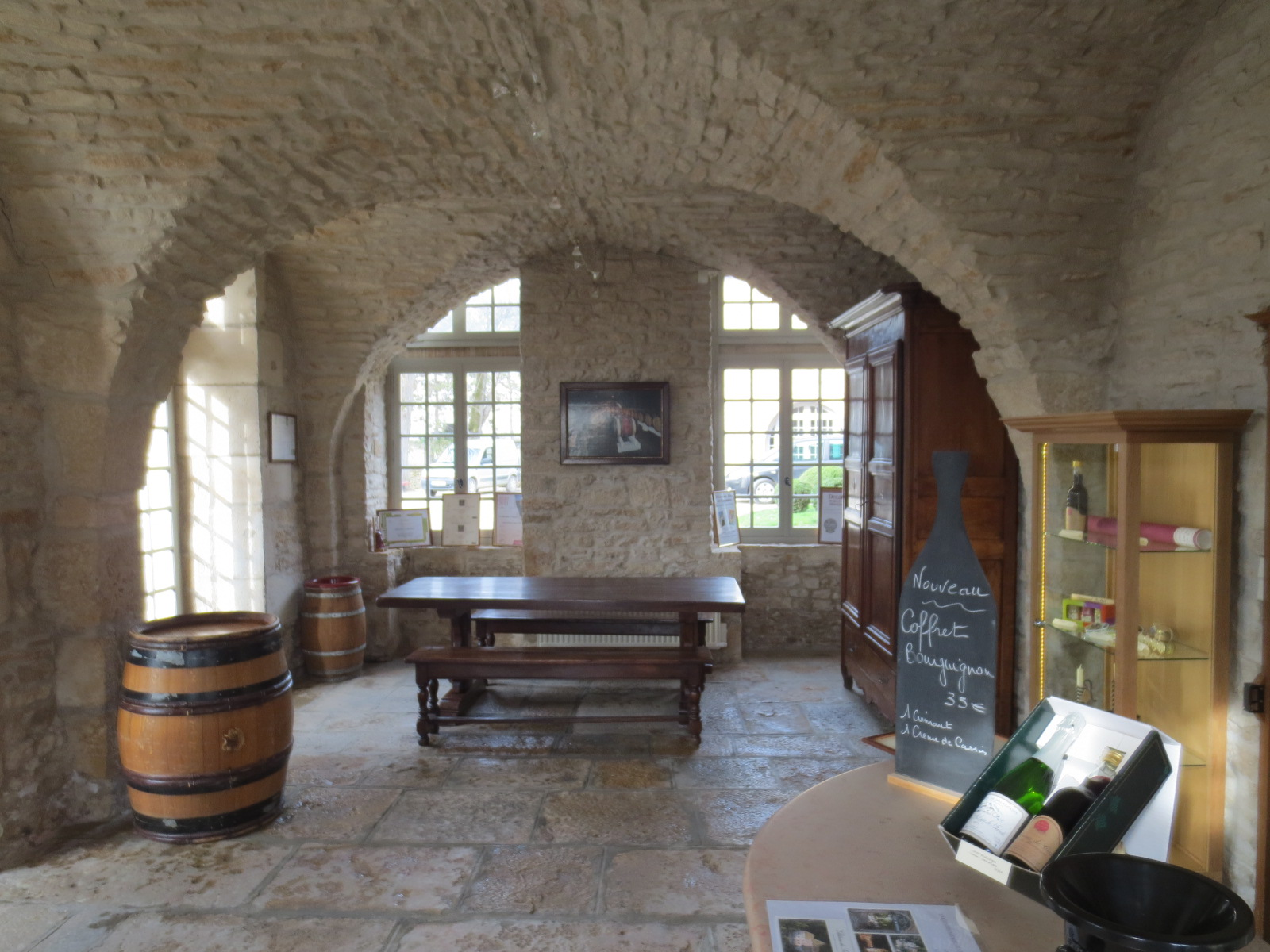
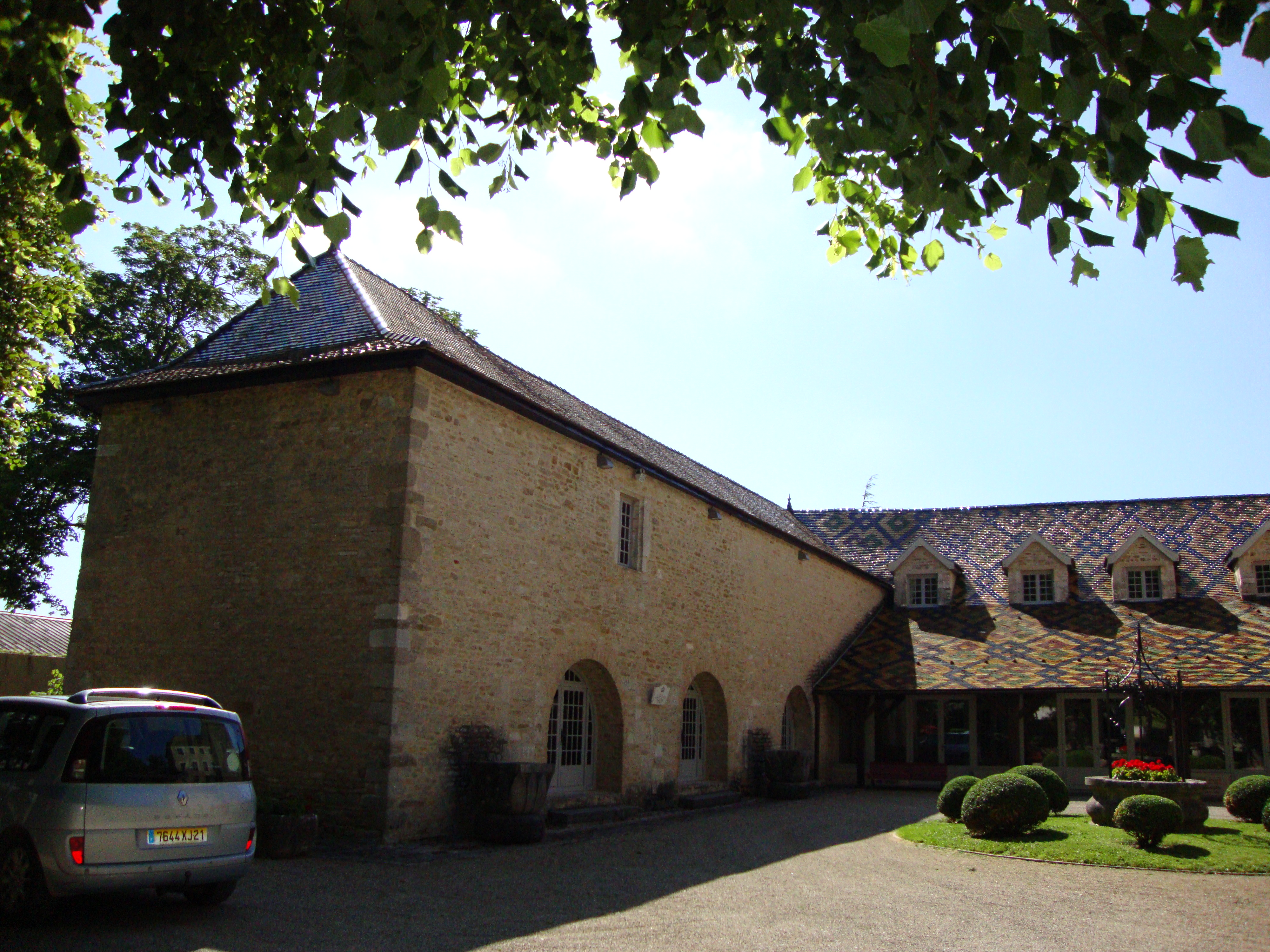
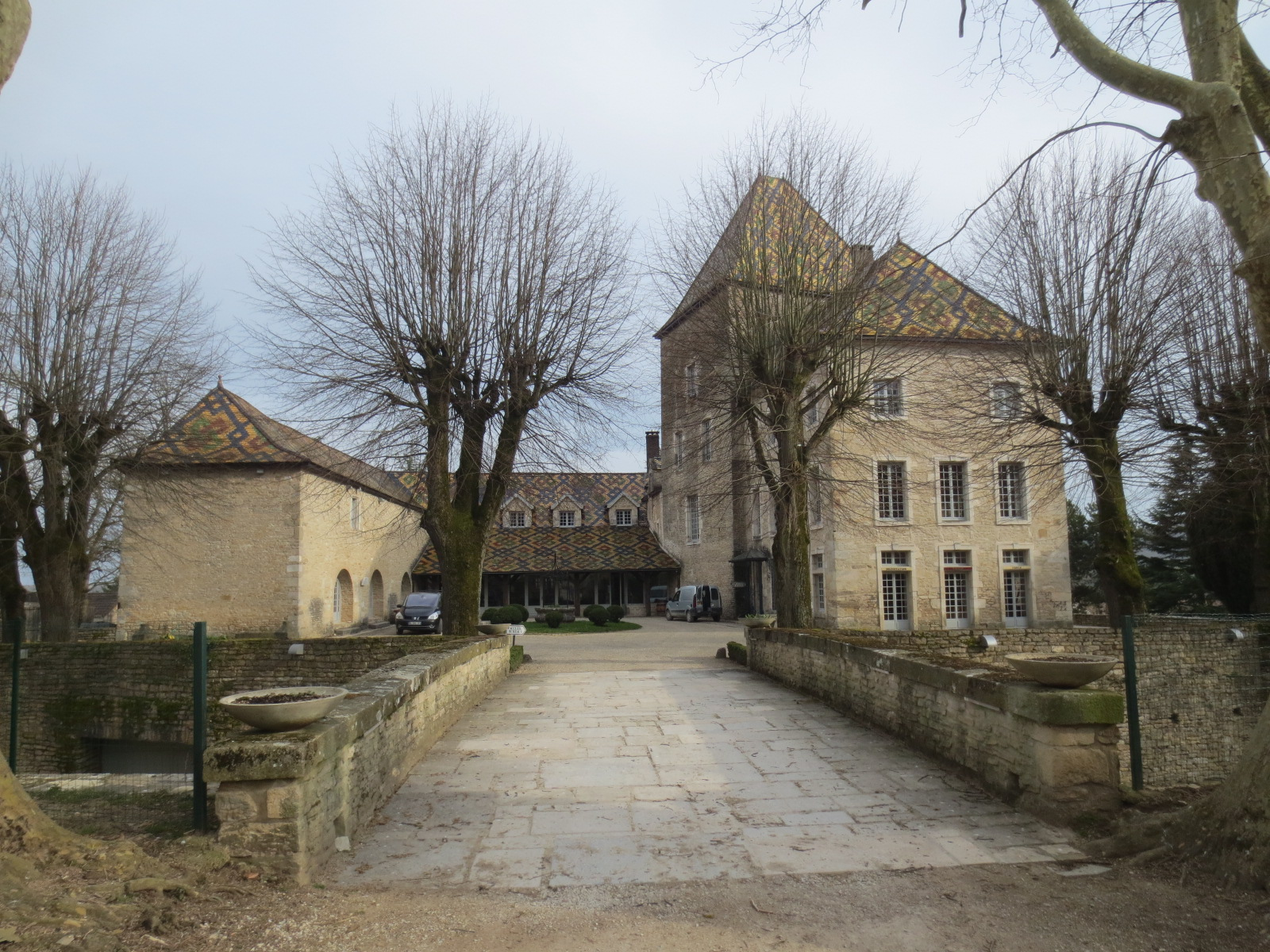